# .ag
.ag es el dominio de nivel superior geográfico (ccTLD) para Antigua y Barbuda.